# 자코모 불가렐리
자코모 불가렐리(이탈리아어: Giacomo Bulgarelli, 1940년 10월 24일 ~ 2009년 2월 12일)는 이탈리아의 축구 선수이다. 포지션은 미드필더였으며 볼로냐 FC 1909 원클럽맨으로 그곳에서 무려 16년 동안 선수 생활을 했다. 1962년 FIFA 월드컵과 1966년 FIFA 월드컵에 이탈리아 축구 국가대표팀의 일원으로 출전한 바 있다. 위치 선정 능력이 탁월했고 시야가 넓었으며 축구 지능이 매우 뛰어난 선수로 유명했다.

## 선수 경력

### 클럽 경력
불가렐리는 1959년에 볼로냐 FC 1909에 입단한 이후 무려 16년 동안 그곳에서만 선수 생활을 한 진정한 원클럽맨이었다. 1959년부터 1975년까지 16년 동안 볼로냐 FC 소속으로 무려 391경기에 출장해 43골을 넣었다. 선수로서는 황혼기인 35세 때 볼로냐를 떠나 미국으로 가서 선수 생활의 막바지를 보냈는데 단 2경기만 출전했기에 사실상 볼로냐 FC 한 곳에서만 모든 선수 생활을 했다고 해도 과언이 아니다. 1960년대 볼로냐 FC 1909의 중흥기를 이끈 인물 중 하나였다.

### 국가대표팀 경력
불가렐리의 국가대표팀 경력은 그리 좋은 편은 아니다. 1960년 로마 하계 올림픽에서 3경기에 출전했던 그는 1962년 FIFA 월드컵에 이탈리아 축구 국가대표팀의 일원으로 출전하였다. 당시 이탈리아는 서독, 칠레, 스위스와 함께 2조에 속했다. 1차전에서 서독과 0 : 0으로 비긴 이탈리아는 2차전에서 개최국 칠레와 최악의 싸움판 경기를 벌인 끝에 0 : 2로 패해 탈락 위기에 놓였다. 마지막 스위스와의 경기에서 불가렐리는 2골을 터뜨리는 맹활약을 하며 3 : 0 대승을 거두었으나 1승 1무 1패에 그치며 2승 1무를 기록한 서독과 2승 1패를 기록한 칠레에 밀리며 결국 조별리그에서 탈락하고 말았다. 그리하여 그의 첫 번째 월드컵은 초라하게 막을 내렸다.
그리고 4년 후 불가렐리는 이탈리아 축구 국가대표팀의 주장이 되어 1966년 FIFA 월드컵에 출전했다. 이 때 이탈리아는 소련, 칠레, 조선민주주의인민공화국과 함께 4조에 속했다. 1차전 칠레와의 리턴매치에서 이탈리아는 산드로 마촐라, 파올로 바리손의 골로 2 : 0 승리를 거두며 4년 전 패배를 설욕하는데 성공했다. 그러나 소련과의 2차전에서 0 : 1로 패배하며 다시 또 흔들리기 시작했다. 그리고 3차전 상대는 바로 아시아의 처녀 출전국 조선민주주의인민공화국이었다. 당초 조선민주주의인민공화국은 대회 최약체로 예상되었기에 이탈리아가 압승을 거둘 것이란 예측이 지배적이었다. 그러나 이탈리아는 시종일관 우세한 경기를 펼치고도 좀처럼 조선민주주의인민공화국의 골문을 열지 못하며 고전했다.
그리고 전반 34분, 자코모 불가렐리 본인은 역습을 전개하던 조선민주주의인민공화국의 라이트 하프 박승진을 향해 태클을 걸었는데 그만 박승진이 공중으로 떴다가 불가렐리 본인의 다리 위로 떨어지는 바람에 큰 부상을 당하고 말았다. 결국 불가렐리는 부상으로 아웃되었고 이탈리아는 10명이 뛰어야 하는 상황이 되고 말았다. 주장 불가렐리가 빠진 이탈리아는 중심을 잃고 우왕좌왕하는 모습을 보였고 끝내 전반 42분, 박두익에게 결승골을 허용하며 아시아의 처녀 출전국 조선민주주의인민공화국에 0 : 1로 패배하고 말았다. 그리하여 이탈리아는 2개 대회 연속으로 조별리그에서 탈락하고 말았다. 그의 두 번째 월드컵도 이렇게 초라하게 막을 내렸고 불가렐리 본인도 1년 후 국가대표팀에서 은퇴했다. 이탈리아에서 개최된 UEFA 유로 1968에 참가한 이탈리아 대표팀 명단에도 포함되었지만 대회 출전 기록은 없었다.

## 플레이 스타일
불가렐리는 미드필더의 완전체로 불렸던 선수였다. 탁월한 위치 선정과 우수한 볼 키핑 능력과 넓은 시야를 바탕으로 한 볼 배급 능력이 일품인 선수여서 플레이메이커로 정평이 나 있었다. 그리고 몸 싸움도 잘 하는 편이어서 상대 선수를 압박하는 궂은 일을 도맡아하는 근면함도 있었다.
그러나 무엇보다도 그의 가장 큰 장점은 기복이 없었다는 것이다. 매 경기마다 기복 없이 꾸준한 기량을 유지하는 선수이기에 감독 입장에선 굉장히 매력적인 선수였다. 리더십도 대단히 뛰어난 선수로 소속팀인 볼로냐에서도 또 국가대표팀에서도 주장을 맡았던 선수였다. 이탈리아의 명장 파비오 카펠로는 불가렐리를 "이탈리아 역사상 가장 위대한 미드필더"로 묘사했고 현재 세리에 A에서도 최고의 미드필더들에게 그의 이름을 딴 불가렐리상을 수여하고 있다.